# Nguyễn Bỉnh Khiêm

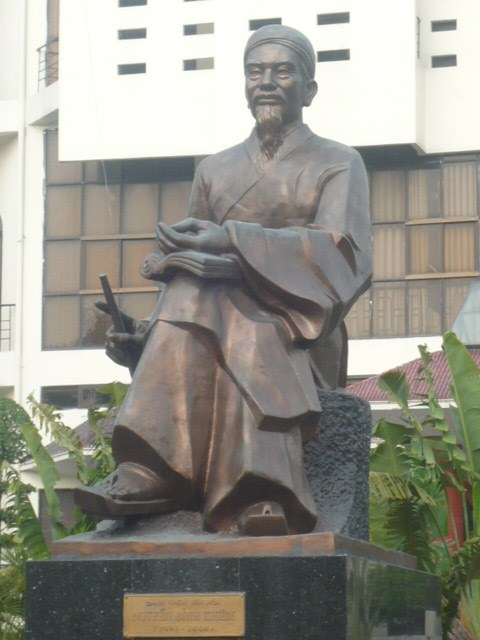
Statue von Nguyễn Bỉnh Khiêm (2019)

Nguyễn Bỉnh Khiêm (* 1491; † 1585) war ein vietnamesischer Gelehrter und Verwaltungsbeamter. Nach seinem Rückzug vom Leben am Hofe wurde er Einsiedler und tat sich als Poet und Schriftsteller hervor. Darüber hinaus fungierte er als Orakel und politischer Ratgeber. Nguyen Binh Khiem wird von der Religion der Cao Dai als Heiliger verehrt.

## Leben
Nguyen Binh Khiem wurde als Sohn eines hohen Mandarins am Hof der Mạc-Dynastie geboren und am Hofe erzogen. Er erhielt eine konfuzianistische Ausbildung und schloss 1535 sein Examen zum höchsten Beamtenrang innerhalb des vietnamesischen Kaiserreiches ab. Nguyen Binh Khiem zog sich jedoch 1542 aus dem öffentlichen Leben zurück, um das Leben eines einsiedlerischen Dichters zu führen. Er fungierte dabei auch als politischer Berater und Lehrer der Trinh- und Nguyenfamilien. Ebenso hatte er zahlreiche Schüler, die er in konfuzianischer Gelehrsamkeit unterrichtete.
Er verfasste mehr als tausend Gedichte. Seine zwei Hauptthemen waren die Schönheit der Natur und die Ironie des Lebens an sich. Er schrieb sowohl in traditionellem Chinesisch als auch im damaligen Vietnamesischen.